# 阴道上皮内瘤变
阴道上皮内瘤变（英語：Vaginal intraepithelial neoplasia, VAIN），是组织学上的阴道发育不良变化而形成的一种癌前病变。

## 病理学
这种瘤变非常罕见，并在病理学上呈现无症状。阴道上皮内瘤变可以通过帕帕尼科拉乌试验（Pap test）探测出异常细胞的存在。
和宫颈上皮内瘤样病变一样，VAIN也包括三级阶段，VAIN一级、VAIN二级、VAIN三级。在VAIN一级中，三分之一的阴道皮肤细胞为异常细胞；VAIN三级中，全部阴道皮肤细胞为异常细胞。VAIN三级通常被视为原位癌，或者阴道癌0级。
80%的阴道上皮内瘤变病例，都与感染一些类型的人乳头瘤病毒（高危类型）有关。在性接触之前注射过人类乳突病毒疫苗的女性，患阴道上皮内瘤变的概率会减少。
一项研究发现阴道上皮内瘤变大多病发于阴道的上三分之一处，并呈现为多病灶状；65%的VAIN患者同时患有宫颈上皮内瘤样病变，10%的VAIN患者同时患有外阴上皮内瘤变。另外一项研究表明，大多数VAIN患者在单纯治疗后即能进入痊愈期，但是5%的案例恶化为更严重情况。